# Marigot Point
Marigot Point (dt.: „Sumpf-Kap“) ist ein Kap an der Westküste der Insel St. Lucia. Verwaltungsmäßig gehört das Gebiet zum Quarter Castries und zur Siedlung Barre St. Joseph.
Das Kap erhebt sich bis auf eine Höhe von 51 m und überblickt die Marigot Bay im Süden mit dem Ort Marigot sowie die Trou Requin im Norden. Marigot Point ist ein Ausläufer des Mount Bellevue.